# Java Negra
A galinha Java Negra é uma raça de galinhas originárias dos Estados Unidos. Apesar de o nome da raça, que vem da ilha de Java na Indonésia, foi desenvolvido nos EUA de frangos de procedência asiática desconhecido. Javas são aves de grande porte com uma aparência robusta. Eles são resistentes, e são bem adaptados para tanto ovo e produção de carne, especialmente pela escala pequenas fazendas, propriedades rurais, e os detentores de quintal.

## História
Após a raça Dominique , a Java é a mais antiga raça de galinha criada em os EUA . Embora o seu nome poderia sugerir uma derivação de Java, não se sabe exatamente de onde seus ancestrais na Ásia vieram. A Java Negra é uma raça base fundamental para a classe de frangos americanos, tendo contribuído de forma significativa para as aves modernas importantes, como o Gigante de Jersey , Rhode Island Red e Plymouth Rock.